# Alexis Ajinça
Alexis Ajinça (Saint-Étienne, 6. svibnja 1988.) francuski je profesionalni košarkaš. Igra na poziciji krilnog centra, a može igrati i centra. Trenutačno je član NBA momčadi New Orleans Pelicans. Izabran je u 1. krugu (20. ukupno) NBA drafta 2008. od strane istoimene momčadi.

## Karijera
Karijeru je započeo 2006. u Pau-Orthezu. Tijekom sezone 2006./07. u francuskom prvenstvu odigrao je dvije utakmice i postigao ukupno 2 poena, 6 skokova za 15 odigranih minuta. Kasnije je igrao za drugu momčad Pau-Ortheza i u prosjeku postizao 12.5 poena i 8 skokova. Ajinça je sljedeće sezone (2007./08.) prešao u Hyères-Toulon i ukupno odigrao 24 utakmice (nije bio u startnoj petorki), a u 11 minuta na parketu ubacivao 5 poena uz 3.1 skok. Nakon završetka sezone odlučio se prijaviti na NBA draft 2008. godine. Izabran je kao dvadeseti izbor drafta od strane Charlotte Bobcatsa. S Bobcatsima je potpisao višegodišnji ugovor, a godišnje zarađuje 1.276.000 američkih dolara. U svojoj rookie sezoni imao je malu minutažu i u prosjeku postizao 2.3 poena, 1 skok i 0.2 blokade za 5.9 odigranih minuta. 

## NBA statistika

### Regularni dio
| Godina    | Klub      | Odig. uta. | Uta. poč. | Min. | 2P%  | 3P%  | Sl. bac.% | Skok. | Asist. | Ukr. lop. | Blok. | Poena |
| --------- | --------- | ---------- | --------- | ---- | ---- | ---- | --------- | ----- | ------ | --------- | ----- | ----- |
| 2008./09. | Charlotte | 31         | 4         | 5.9  | .362 | .000 | .714      | 1.0   | .1     | .2        | .2    | 2.3   |
| Ukupno    |           | 31         | 4         | 5.9  | .362 | .000 | .714      | 1.0   | .1     | .2        | .2    | 2.3   |

## Vanjske poveznice
- Profil na NBA.com
- Profil  Arhivirana inačica izvorne stranice od 2. listopada 2013. (Wayback Machine) na DraftExpress.com